# Ritul anglican
Ritul anglican e un rit creștin-occidental, folosit în Biserica Anglicană.
Unii consideră că ritul anglican nu e, decât ritul de la Sarum, evoluat în decursul istoriei. Alții cred că ritul anglican a luat ființă în 1533, o dată cu elaborarea primei edițiuni a cărții de slujbe Common Prayer Book.
În orice caz, arhiepiscopul Thomas Cranmer a păstrat multe lucruri din ritul de la Sarum, la care a adaos elemente din ritul celtic, din ritul bizantin, din ritul latin, precum și elemente create de el.
În 1662, ritul anglican a căpătat o formă “definitivă”. Totuși în 1920, liturghia anglicană a cunoscut o reformă, refuzată de două ori de către Parlament. Reforma definitivă a avut loc în anii 1970, însă rezultatele acesteia nu sunt obligatorii, astfel încât, în general, parohiile anglo-catolice folosesc forma dată de ultima reformă liturgică, pe când parohiile anglo-evanghelice păstrează fie forma din 1662, fie cea din 1921. De aceea putem vorbi de două ramuri ale ritului anglican. Forma nouă este cunoscută în limba engleză sub numele de Order One, iar în franceză Le Rite contemporain, pe când cea veche sub numele de Order Two sau Le Rite ancien.

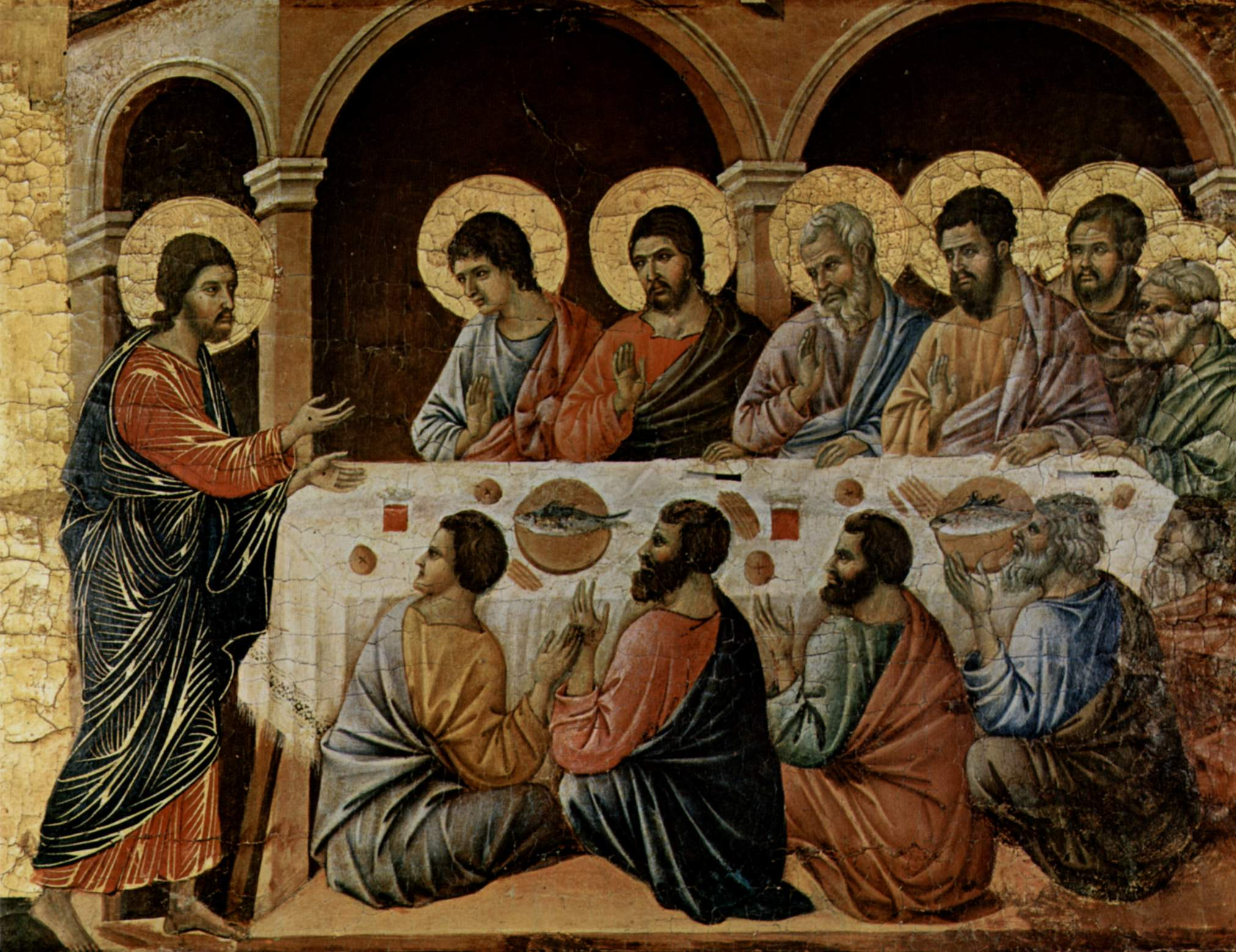

## Ritul vechi
Slujbele ritului vechi se află în CPB. Acesta, față de ritul contemporan, are următoarele caracteristici : rânduiala veche a liturghiei, cu o singură anaforă a cărei epicleză e foarte discretă, pâine dospită și vin fără apă pentru liturghie, veșminte preoțești sobre, preotul cu spatele la credincioși, lipsa de tămâie și lumânări, lipsa de icoane, limba engleză arhaică, Biblia sub traducerile King James Bible și American Standard Version, orânduirea citirilor la utrenie și vecernie, încât Biblia să fie parcursă în întregime în decursul unui an întreg ; spovedanie publică, neglijare a maslului.

### Rânduiala liturghiei
Felul în care sunt împletite elementele liturghiei este cu totul neobișnuit față de liturghiile vii mai cunoscute, însă apropiat de liturghiile celtice. Lucrul cel mai semnificativ e că, la fel la la celți, dipticele se află nu în cadrul anaforei, ci în jurul aducerii darurilor.

### Liturghia cuvântului
- Imn.
- Tatăl nostru.
- Rugăciune de început.
- Poruncile : preotul, întors cu fața spre popor, recită fie cele zece porunci (textul de la Exod 20 combinat cu cel de la Deuteronom 5), fie cele două porunci mai mari (Matei 22) ; după fiecare poruncă, poporul răspunde : « Doamne, miluiește-ne, și pleacă inimile noastre să ținem legea aceasta » (III Regi 8:58).
- Rugăciunea pentru regină (poate fi omisă).
- Rugăciunea  zilei.
- Citire din Vechiul Testament
- Psalm resposorial
- Citire din din Noul Testament, in afara de evangheliil.
- Imn.
- Evanghelie.
- Credo-ul niceno-constantinopolitan.
- Predică.

### Liturghia altarului
- Ofertoriu:
  - Verset biblic.
  - Imn.
  - Diptice.
- Confiteor (rugăciune de pocăință):
  - Îndemnul preotului.
  - Chemare la pocăință, rostită de preot.
  - Rugăciunea de pocăință, în genunchi, rostită de toți.
  - Rugăciunea de iertare, rostită de preot.
  - Verset de pocăință, din Biblie, rostit de preot.
- Prefata:
  - Dialog introductiv: «Domnul să fie cu voi», «Sus inimile», «Să mulțumim Domnului»...
  - Prima parte a marii rugăciuni a sfintei jertfe.
  - Imnul «Sfânt sfânt».
  - Post-sanctus.

- - Cuvintele instituirii.
- Imnul «Mielul lui Dumnezeu»
- Comuniunea(impartasirea) preotului și a credincioșilor.
- Tatăl nostru.
- Rugăciunea după comuniune: preotul spune fie rugăciunea de mulțumire, fie cea de plecăciune.
- Gloria: «Mărire întru cele de sus lui Dumnezeu»...
- Binecuvântarea.

## Ritul nou
Slujbele ritului nou se află în The Alternative Service Book. Acesta, față de ritul vechi, are următoarele caracteristici : o rânduială a liturghiei care recuperează mai multe elemente galice, cât și din Biserica primară, pâine nedospită în formă de prefabricate rotunde, și vin amestecat cu apă pentru liturghie, veșminte preoțești fastuaose și colorate, preotul cu fața la credincioși, tămâie și lumânări, icoane și vitralii, limba engleză contemporană, traduceri moderne ale Bibliei, orânduirea citirilor la utrenie și vecernie, încât Biblia să fie parcursă în întregime în decursul a doi ani întregi (față de doar un an pentru ritul vechi) ; spovedanie individuală și destul de deasă, folosirea din belșug a maslului, precum și a tot felul de ierurgii.

### Rânduiala liturghiei
În forma actuală, liturghia anglicană seamănă cel mai mult cu cea ambrosiană, dar păstrează multe elemente specific englezești

### Liturghia cuvântului
- Imn.
- Binecuvântare trinitară.
- Rugăciune de început.
- Legea : preotul recită fie cele două porunci mai mari, fie Fericirile, fie  cele zece porunci ; după fiecare poruncă, poporul răspunde : « Doamne, miluiește-ne, și scrie aceste cuvinte în inimile noastre, rugămu-ne ție. ».
- Confiteor (rugăciune de pocăință):
  - Îndemnul preotului.
  - Chemare la pocăință, rostită de preot.
  - Rugăciunea de pocăință, în genunchi, rostită de toți, sau Kyrie eleison.
  - Rugăciunea de iertare, rostită de preot.

- Gloria: «Mărire întru cele de sus lui Dumnezeu»...
- Rugaciuneaa zilei.
- Citire din |Vechiul Testament
- Psalm responsorial
- Citire din apostol.
- Imn.
- Evanghelie.
- Crezul niceno-constantinopolitan (în zilele fără sărbătoare, se omite).
- Predică.
- “Mijlocire pentru Biserică” (rugaciunea universala).

### Liturghia Euharistica
- Sărutarea păcii.
- Ofertoriu:
  - Imn.
  - Verset biblic.
  - Intrarea mare.
  - Rugăciune de primire a darurilor.
- Prefata (cu Imnul «Sfânt sfânt», cu cuvintele instituirii, cu epicleză), cu anamneză, însă ordinea în care apar e foarte variabilă de la o prefată la alta).
- Tatăl nostru.
- Frângerea propriu-zisă, solemnă, a pâinii.
- Imnul «Mielul lui Dumnezeu»
- Două rugăciuni înainte de comuniune.
- Comuniunea preotului și a credincioșilor.
- Două rugăciuni după ccomuniune: una de către preot, cealaltă de către tot poporul.
- Binecuvântare și trimitere.